# Yagub Mammadov (chanteur de mugham)
Pour les articles homonymes, voir Mammadov et Yagub Mammadov.
Yagub Mammadov (en azéri : Yaqub Məmməd oğlu Məmmədov ; né le 5 mai 1930, dans le district d'Agdjabedi et mort le 5 juillet 2002 à Bakou) est un chanteur de mugham azerbaïdjanais, Artiste du peuple de la RSS d'Azerbaïdjan (1990).

## Enseignement
Originaire du Karabakh, Y. Mammadov suit les cours du célèbre chanteur Seyid Chouchinski au collège de musique du nom d'Asaf Zeynally.  Tchahargah, le mugham préféré de son professeur, a une place particulière dans sa créativité.

## Carrière
Yagub Mammadov est soliste de l'Orchestre philharmonique d'État d'Azerbaïdjan pendant de nombreuses années.
Plusieurs disques de gramophone de sa voix sont enregistrés.

## Prix
- Artiste émérite de la RSS d'Azerbaïdjan (1er décembre 1982)
- Artiste du peuple de la RSS d'Azerbaïdjan (29 octobre 1990)
- Ordre de Chohrat (3 décembre 2001).